# Новоалександровка (Бузулуцький район)
Новоалекса́ндровка (рос. Новоалександровка) — село у складі Бузулуцького району Оренбурзької області, Росія.

## Населення
Населення — 1675 осіб (2010; 1449 у 2002).
Національний склад (станом на 2002 рік):
- росіяни — 85 %